# Macrocranion
Macrocranion — рід викопних ссавців еоценової епохи Європи та Північної Америки. Виняткові скам'янілості були знайдені в Мессельській ямі в Німеччині. Види макрокраніонов часто описують як хижаків лісової підстилки розміром з невеликих вивірок, але з довшими кінцівками. Рід представлений на ділянці Мессель Піт двома видами M. tupaidon і M. tenerum.

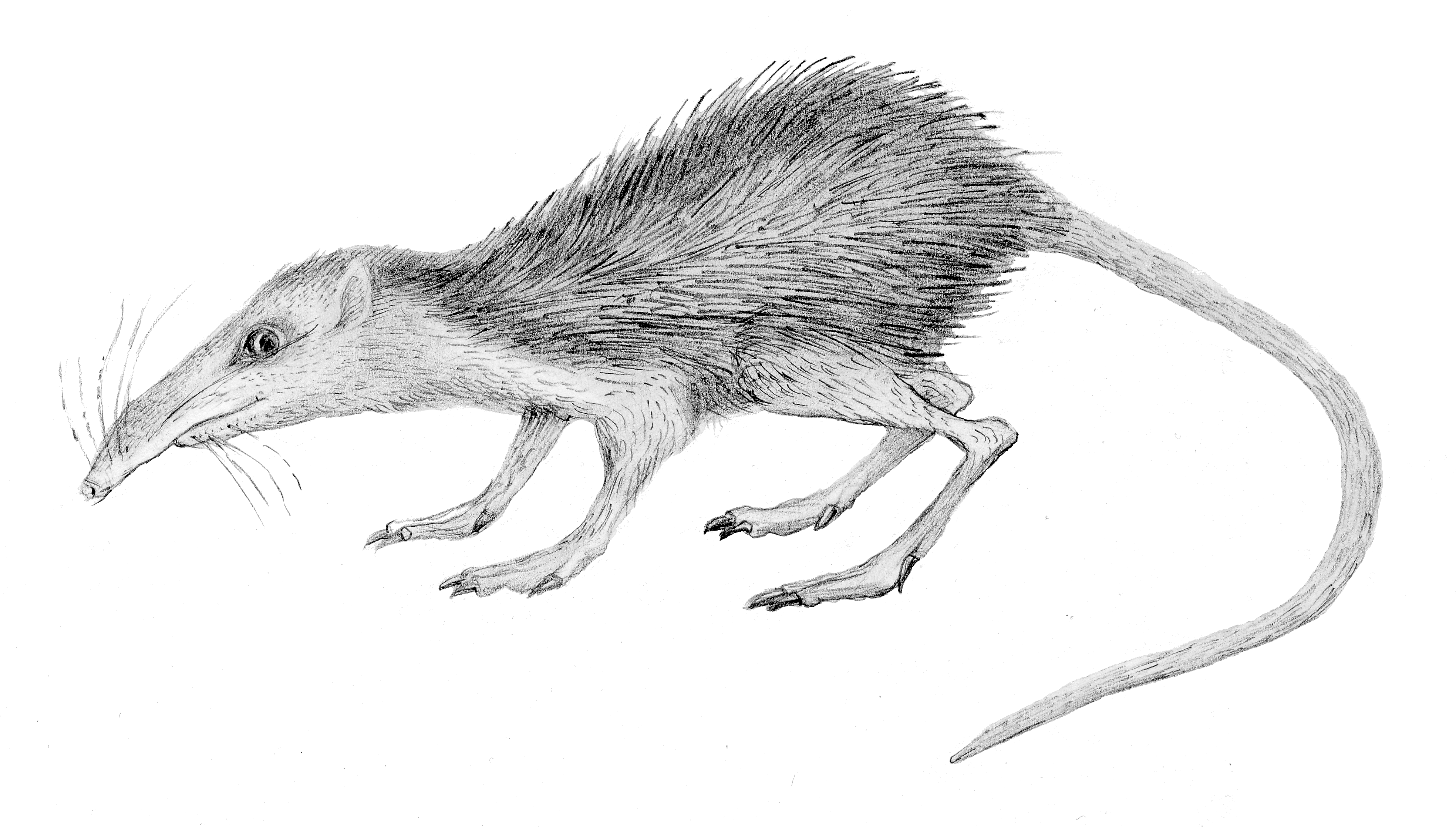
Реставрація M. tenerum

M. tupaiodon мав шерстяне не колюче хутро. Хоча, можливо, всеїдна тварина, викопні останки вказують на те, що екземпляр їв рибу під час своєї смерті. Ця невелика тварина мала приблизно 15 см у довжину, з довгими задніми лапами, здатними розвивати значну швидкість.
Викопна рештка M. tenerum завдовжки 5 см. Цей вид також мав довгі ноги для швидкого пересування, але його шерсть мала колючий захист. Однак довгі ноги вказують на те, що тварина не могла ефективно згорнутися для захисту. Скам'янілі залишки шлунка показують, що в раціон M. tenerum входили мурахи, тому він міг бути комахоїдним.
Найдавнішими видами є M. vandebroeki з палеоцен-еоценового переходу Північної Європи та M. junnei з васатчі (ранній еоцен) Вайомінга.